# The 23rd Psalm (Izgubljeni)
The 23rd Psalm je deseta epizoda druge sezone televizijske serije Izgubljeni i 35. epizoda sveukupno. Režirao ju je Matt Earl Beesley, a napisali su je Carlton Cuse i Damon Lindelof. Prvi put se prikazala 11. siječnja 2006. godine na televizijskoj mreži ABC, a gledalo ju je 20.56 milijuna ljudi. Radnja epizode fokusirana je na lik Mr. Eka (Adewale Akinnuoye-Agbaje) za kojeg u flashbackovima otkrivamo da je bio bivši ratni diktator u Nigeriji dok u stvarnom vremenu on skupa s Charliejem Paceom (Dominic Monaghan) odlazi pronaći nigerijski zrakoplov koji se srušio na otok.
Glavna tema epizode je iskupljenje, a kao inspiracija za scenarij poslužila je ranija epizoda iz prve sezone "Deus Ex Machina" u kojoj se prvi put prikazuje nigerijski zrakoplov. Kritike na epizodu The 23rd Psalm bile su pozitivne, a posebno je hvaljena flashback radnja te gluma Akinnuoyea-Agbajea kao Eka. Scenaristi epizode nominirani su za prestižnu televizijsku nagradu Emmy.

## Radnja

### Prije otoka
Pripadnici nigerijske gerile dolaze u malo selo, odabiru malog dječaka imena Yemi i pokušavaju ga natjerati da ubije starijeg čovjeka. Dječak je neodlučan pa njegov stariji brat, Eko, uzima pištolj i ubija čovjeka na taj način spasivši vlastitog brata od ubojstva. Pripadnici gerile zadovoljni su učinjenim i prisiljavaju Eka da ode s njima, pritom uništavaju kršćanski križ s njegovog vrata kojeg kasnije uzima Yemi.
Godinama kasnije Eko je postao opasni vojni diktator. Susreće se s dilerom droge koji pokušava otpremiti svoj heroin iz zemlje. Eko se nudi da mu učini "uslugu", kupujući drogu po maloj cijeni i želeći je otpremiti van države. Diler droge se složi s tim, ali nakon što kaže da smatra da Eko nema dušu, ovaj ga ubija na licu mjesta. Kasnije Eko posjećuje crkvu u svom rodnom gradu u kojoj je Yemi postao svećenikom. Budući da je jedino zrakoplovima Ujedinjenih naroda dopušteno letenje iznad Nigerije, Eko moli Yemija za avion kako bi otpremio svoju drogu van države; u zamjenu mu nudi novac potreban za cjepivo. Yemi mu odbija pomoći. Kasnije se njih dvojica ponovno susretnu, ali ovaj put sve što Eko traži od Yemija je da potpiše papire kojim bi Eko i njegova grupa postali svećenici te na taj način sami nabavili avion. Njegov brat ponovno odbija, ali na kraju ipak pristane nakon što mu Eko kaže da će dvojica njegovih kolega spaliti crkvu do temelja ako Yemi ne posluša njegovu zapovijed. Eko, također, kupuje i male statue Djevice Marije u koje sakriva heroin.
Obučeni kao svećenici, Eko i njegova dvojica kolega ukrcavaju drogu u mali zrakoplov kada ih prekida Yemi i moli Ekoa da ne ode. U tom trenutku dolazi nigerijska vojska i počne pucati po njima te ubija Yemija. Eko ukrcava svog brata u zrakoplov, ali pilot sa zlatnim zubom sprečava Ekoa da se ukrca na avion i odlijeće. Vojska u tom trenutku dolazi do Ekoa i jedan od vojnika pogrešno protumači da je Eko pravi svećenik te ga upita: "Jeste li dobro, Oče?"

### Na otoku
Na otoku Claire Littleton (Emilie de Ravin) promatra Ekoa dok ovaj urezuje sveto pismo na svoju palicu te usput spominje da Charlie Pace (Dominic Monaghan) nosi sa sobom male statue Djevice Marije. Eko istoga trenutka zahtijeva od nje da mu pokaže statue, a nakon što ona to i učini on razbija jednu i pokazuje joj da je u svakoj statui skriven heroin. Ubrzo Eko odlazi do Charlieja i traži ga da mu pokaže gdje je srušeni zrakoplov.
U međuvremenu Locke uči Michaela Dawsona (Harold Perrineau) kako ispravno upotrijebiti pušku nakon čega Michael upita Kate Austen (Evangeline Lilly) može li je zamijeniti i umjesto nje unositi brojeve u kompjuter koji se nalazi u oknu. Za kompjuterom Michael nastavlja svoj razgovor sa sinom Waltom (Malcolm David Kelley) kojeg prekida dolazak Jacka Shepharda (Matthew Fox).
Na putu do zrakoplova, Eko i Charlie pronalaze padobran na drvetu koji ih odvodi do leša jednog od nigerijaca obučenih kao svećenici, a kojeg su Boone Carlyle (Ian Somerhalder) i John Locke (Terry O'Quinn) ranije pronašli. Kada Eko vidi da mrtvac ima zlatni zub kaže Charlieju da mu je upravo taj čovjek "spasio život". Uskoro se Charlie popne na drvo, a dok se tamo nalazi u daljini se čuju eksplozije te iz džungle izađe oblak crnog dima. Crni dim (Čudovište) se suočava s Ekoom dok istovremeno bljeska slikama iz njegove prošlosti. Mr. Eko čvrsto ostane stajati na nogama, unatoč tome što mu Charlie govori da bježi te direktno gleda u crni dim dok se ovaj povlači i uskoro nestaje. Nakon toga Eko i Charlie pronalaze avion u kojem vide još jedan leš; Eko shvaća da je taj leš zapravo njegov brat Yemi. Uzima križ s njegovog tijela i govori Charlieju da je to njegov brat te mu daje jednu statuu Djevice Marije rekavši da je to zamjena za onu koju je razbio. Nakon toga Eko spaljuje zrakoplov. Charlie upita Ekoa je li on svećenik i dok stavlja križ oko vrata odgovara: "Da, jesam". Obojica nakon toga recitiraju dvadeset i treći psalm iz Starog zavjeta dok zrakoplov nestaje u plamenu.
Prilikom povratka u kamp, Charlie se ispričava Claire, ali Claire mu govori da ostavi nju i njezinog sina na miru. Charlie nakon toga odlazi u džunglu, gdje u tajnom skrovištu stavlja statuu Djevice Marije koju mu je Eko dao pokraj mnogih drugih statua koje je već skupio.

## Produkcija
Tijekom produkcije epizode "Deus Ex Machina" u kojoj su prvi puta prikazani nigerijski zrakoplov, leš obučen u odoru svećenika s pištoljem i statue Djevice Marije ispunjene heroinom, scenaristi serije Izgubljeni odlučili su da će priča sa zrakoplovom biti jedna od tema flashbackova nekog od likova. Odlučili su se da ta priča bude povezana s jednim od likova preživjelih iz repa aviona koji je pao na otok, a koju će napisati tijekom druge sezone serije. Lik će "u početku biti loš tip koji je prisiljen glumiti svećenika uz objašnjenje kako se to dogodilo te teoriju glumi li taj lik još uvijek da je svećenik". Budući da su i Eko i Locke po naravi duhovni vođe na otoku - premda Locke ima "obrednu zahvalnost" za moći otoka, a Eko "čistu religijsku vjeru" - scenaristi Carlton Cuse i Damon Lindelof odlučili su napisati ovu epizodu povlačeći paralele s epizodom "Deus Ex Machina" u kojoj su Locke i Boone pronašli zrakoplov. Najveća sličnost između epizoda je u tome što Charlie nevoljko pristaje ići s Ekoom, baš kao što je Boone slijedio Lockea tijekom njihovog istraživanja aviona.
Glavna tema epizode The 23rd Psalm je iskupljenje kojeg traže i Charlie i Eko, a kojeg Eko u konačnici pronalazi nakon što nađe svog brata. Charlie je odabran da prati Ekoa zbog toga što njegov lik do tog trenutka u drugoj sezoni nije bio pretjerano prisutan, ali i zbog toga što su scenaristi pronašli određene sličnosti između ta dva lika poput činjenice da su obojica imali problematične odnose sa svojom braćom. Premda su scenaristi pišući scenarij slučajno pogriješili u citiranju dvadeset i trećeg psalma ("sjena doline smrti" umjesto "u dolini sjene smrti") odlučili su ostaviti pogrešku smatrajući ju prikladnom za Ekov lik koji nikad zapravo nije niti bio pravi svećenik.
Namjera flashbackova bila je prikazati Ekoa kao suštu suprotnost svome religioznom bratu, ali na kraju su obojica ispali slični jedan drugome. Scenograf Bill Matthews bio je zadužen za izgled Nigerije kao "vrlo suhe, prljavo-smeđe zemlje" s blagim dodirom pravih ulica i trga na kojem djeca igraju nogomet. Interijer crkve bila je stvarna lokacija na Haleiwi, a fasada je izgrađena na setu kako bi joj odgovarala. Tijekom montaže producenti su odlučili odvojiti dio posljednje scene koja uključuje napad vojske na zrakoplov i njegovo uzlijetanje od one kada vojnik slučajno zamijeni Ekoa za pravog svećenika kako bi naglasili njegovu duhovnu pojavu na otoku i pripremili sljedeći flashback u epizodi "?" u kojoj je on svećenik u Australiji. Budući da je ekipa zadužena za pronalaženje glumaca imala problema s pronalaskom pravog Marokanca koji će glumiti dilera droge, tu ulogu dobio je Moumen El Hajji - čovjek koji se brinuo za hranu za glumačku i filmsku ekipu na setu.
Budući se do tada crni dim još uvijek nije pojavio, producenti su odlučili proširiti mitologiju same serije u ovoj epizodi, jer su smatrali da je Eko dobar lik za suočavanje s Čudovištem zbog svoje duhovnosti i "samosvijesti". Osoba odgovorna za specijalne efekte, Kevin Blank, predložio je da se u dimu vide slike iz Ekove prošlosti, poput križa i čovjeka kojeg ubija na početku epizode.

## Kritike
Epizoda The 23rd Psalm originalno se emitirala 11. siječnja 2006. godine na televizijskoj mreži ABC, a prethodio joj je kratak video isječak Lost: Revelations. Epizodu je gledalo 20.56 milijuna ljudi čime je čvrsto zasjela na treće mjesto najgledanijih programa te večeri, odmah iza prijenosa američke nogometne lige i nove epizode serije Kućanice.
Kritike za epizodu The 23rd Psalm bile su većinom pozitivne. Jeff Jensen iz časopisa Entertainment Weekly dao je epizodi čistu peticu, opisujući ju kao "predivnu čudnu parabolu o iskupljenju i sudbini". Mac Slocum s internet stranice Filmfodder.com smatrao je epizodu dostojnom velikog povratka serije na male ekrane nakon dvomjesečne stanke te također istaknuo da Ekov "jednostavan izgled i jednostavne fraze ispunjuju ekran gravitacijom i karizmom". Ryan Mcgee iz Zap2it-a vrhuncem epizode smatrao je scenu s Čudovištem te kompletan flashback koji je prema njegovom mišljenju "obavio tako dobar posao u opisivanju kompletnog lika na izrazito jezgrovit način". Chris Carabott iz IGN-a dao je ocjenu epizodi 8.3/10, hvaleći razvoj Ekovog lika i flashback.
Scenaristi epizode The 23rd Psalm, Carlton Cuse i Damon Lindelof nominirani su za prestižnu televizijsku nagradu Emmy u kategoriji najboljeg scenarija za dramsku seriju. IGN je epizodu The 23rd Psalm postavio na 40. mjesto od sveukupno 115 epizoda serije Izgubljeni u isto vrijeme prozivajući flashback "jednim od najuzbudljivijih i najambicioznijih kompletne serije". Na vrlo sličnoj listi Los Angeles Timesa epizoda je zauzela 49. mjesto uz opis da se radi o "izvrsnom prvom poglavlju priče koja nažalost nije imala dostojne nastavke u kasnijem razvoju serije".

## Vanjske poveznice
- "The 23rd Psalm"  Arhivirana inačica izvorne stranice od 4. ožujka 2011. (Wayback Machine) na ABC-u